# Space Copenhagen
Space Copenhagen er et designstudie med base i København, der blev grundlagt i 2004 af Peter Bundgaard Rützou og Signe Bindslev Henriksen. Studiet er kendt for dets interiør i eksklusive restauranter som Restaurant Noma, der har været verdens bedste restaurant ifølge The World's 50 Best Restaurants, og Restaurant Geranium, der er drevet af Bocuse d'Or-vinderen Rasmus Kofoed, samt møbeldesign til Fredericia Furniture, Mater, &tradition, Pilar Varón og Stellarworks.
Space Copenhagens kunder inkluderer Fritz Hansen, Georg Jensen, Hotel D'Angleterre, René Redzepi, Rasmus Kofoed, Malene Birger og Louisiana Museum of Modern Art.